# Konstantin Gerlach
Konstantin Gerlach (* 1990 in Wiesbaden) ist ein deutscher Schauspieler.

## Leben
Konstantin Gerlach erhielt von 2009 bis 2011 Privatunterricht bei Heribert Sasse, Heinz Trixner und Claudia Messner. 2012 legte er die paritätische Bühnenreifeprüfung ab.
Erste Theaterengagements hatte er beim „European Group Theater“ (2011), bei der „Österreichischen Länderbühne“, wo er 2012 unter der Regie der Musicaldarstellerin Luzia Nistler in der Österreichischen Erstaufführung von Big Deal? (Smokescreen) des kanadischen Theaterautors David S. Craig mitwirkte, und an der Neuen Bühne Villach (2012).
2014 und 2015 gastierte er bei den Festspielen Stockerau als Billy Bibbit in Einer flog über das Kuckucksnest und als Mariolino in Don Camillo und Peppone. Seit 2015 wirkt er regelmäßig in bundesweiten Tourneeproduktionen des a.gon-Tournee-Theaters mit. 2018 gastierte er am Packhaustheater Bremen und auf dem Theaterschiff Lübeck in der Burlesque-Show Scharfe Brise.
Gerlach wirkte in Nebenrollen auch in einigen Film- und TV-Produktionen mit. Im Kölner Tatort: Gefangen (Erstausstrahlung: Mai 2020) verkörperte er den Psychiatrie-Insassen Ringo. In der 6. Staffel der TV-Serie In aller Freundschaft – Die jungen Ärzte (2021) übernahm Gerlach eine der Episodenhauptrollen als rassistischer Markthändler Uwe Kranz, der nicht will, dass sein an einer Endokarditis erkrankter Bruder von „schwarzen“ Ärzten behandelt wird. In der 18. Staffel der ZDF-Serie SOKO Köln (2022) spielte Gerlach eine der Episodenhauptrollen als tatverdächtiger homosexueller Sohn eines Hofbesitzerehepaars im Bergischen Land.
Konstantin Gerlach ist der Enkel des Mainzelmännchen-Erfinders Wolf Gerlach. Er lebt in Köln.

## Filmografie (Auswahl)
- 2012: Die Lebenden (Kinofilm)
- 2013: SOKO Kitzbühel: Sniper (Fernsehserie, eine Folge)
- 2015: James Bond 007: Spectre (Kinofilm)
- 2017: Maximilian – Das Spiel von Macht und Liebe (Fernsehfilm)
- 2020: Tatort: Gefangen (Fernsehreihe)
- 2020: Verunsichert – Alles Gute für die Zukunft (Fernsehfilm)
- 2021: In aller Freundschaft – Die jungen Ärzte: Mitläufer (Fernsehserie, eine Folge)
- 2021: Marie Brand und der Tote im Trikot (Fernsehreihe)
- 2021: Merz gegen Merz: Ein paar Paare (Fernsehserie)
- 2022: SOKO Köln: Auszeit (Fernsehserie, eine Folge)